# Matoma
Tom Stræte Lagergren (n. 29 mai 1991), cunoscut profesional ca Matoma, este un DJ și producător de tropical house din Norvegia.